# ザ・ガーデン (テイク・ザットの曲)
「ザ・ガーデン」（The Garden）はテイク・ザットのシングル曲。アルバム『ザ・サーカス』に収録されており、アルバムから3枚目のシングルカットとして発売。

## 曲について
2009年3月20日にドイツ、オランダ、オーストリアで発売され、UKでは同年4月20日に発売された。カップリングに収録されたアルバム未収録曲「84」は前作「アップ・オール・ナイト」にも収録されていた。
メンバー4人全員が各パートをソロで歌っている。
ブリッジ部分は元々マーク・オーウェンが歌う予定だったが、ハワード・ドナルドが歌ったほうがより感動と驚きがあったため、完成版にはハワードが歌ったものが使われた。
プロモーションのため、オランダ・スイス・ドイツのテレビ番組、イタリア・デンマーク版のオーディション番組Xファクターでパフォーマンスした。

## ミュージックビデオ
この曲のミュージックビデオは2009年3月21日に公表され、グリニッジ国立海事博物館で撮影された。モノトーンのシンプルな映像で歌詞のメッセージを強調し、公園で物思いに耽る各々のメンバーと歌詞の内容にちなんだ人々の姿がクロスオーバーされ映し出される内容となっている。

## トラックリスト
1. "The Garden" (Radio Edit) - 3:22
2. "84" - 3:11

## チャート
| チャート (2009)                   | 最高 順位 |
| --------------------------------- | --------- |
| オーストリア (Ö3 Austria Top 40)  | 48        |
| デンマーク (Tracklisten)          | 8         |
| ドイツ (GfK Entertainment charts) | 20        |
| オランダ (Single Top 100)         | 73        |
| スイス (Schweizer Hitparade)      | 36        |
| UK シングルス (OCC)               | 97        |